# جایزه گلدن گلوب بهترین بازیگر نقش مکمل زن
جایزه گلدن گلوب بهترین بازیگر نقش مکمل زن یک جایزهٔ گلدن گلوب است که اولین بار توسط انجمن مطبوعات خارجی هالیوود در سال ۱۹۴۴ برای بازی در یک فیلم سینمایی که در سال گذشته‌اش منتشر شده‌بود، اهدا شد.

## برندگان و نامزدها

### 1940s
| مراسم                   | هنرپیشه        | شخصیت                  | فیلم                           |
| ----------------------- | -------------- | ---------------------- | ------------------------------ |
| نخستین مراسم گلدن گلوب  | کتینا پاکسینو  | Pilar                  | زنگ‌ها برای که به صدا در می‌آیند |
| دومین مراسم گلدن گلوب   | اگنس مورهد     | Baroness Aspasia Conti | خانم پارکینگتون                |
| سومین مراسم گلدن گلوب   | آنجلا لنسبوری  | Sibyl Vane             | تصویر دوریان گری               |
| چهارمین مراسم گلدن گلوب | آن بکستر       | Sophie MacDonald       | لبه تیغ                        |
| پنجمین مراسم گلدن گلوب  | سلست هولم      | Anne Dettrey           | قرارداد شرافتمندانه            |
| ششمین مراسم گلدن گلوب   | الن کوربی      | Aunt Trina             | به یاد می‌آورم مادر             |
| هفتمین مراسم گلدن گلوب  | مرسدس مک‌کمبریج | Sadie Burke            | تمام مردان شاه                 |

### 1950s
| مراسم                     | هنرپیشه                                                       | شخصیت                          | فیلم                         |
| ------------------------- | ------------------------------------------------------------- | ------------------------------ | ---------------------------- |
| هشتمین مراسم گلدن گلوب    | جوزفین هال                                                    | Veta Louise Simmons            | هاروی                        |
| هشتمین مراسم گلدن گلوب    | جودی هالیدی                                                   | Doris Attinger                 | دنده آدام                    |
| هشتمین مراسم گلدن گلوب    | تلما ریتر                                                     | Birdie Kumen                   | همه‌چیز درباره ایو            |
| نهمین مراسم گلدن گلوب     | کیم هانتر                                                     | Stella Kowalski                | اتوبوسی به نام هوس           |
| نهمین مراسم گلدن گلوب     | لی گرانت                                                      | Shoplifter                     | داستان کارآگاه               |
| نهمین مراسم گلدن گلوب     | تلما ریتر                                                     | Ellen McNulty                  | The Mating Season            |
| دهمین مراسم گلدن گلوب     | کتی هورادو                                                    | Helen Ramirez                  | نیمروز                       |
| دهمین مراسم گلدن گلوب     | میلدرد دانوک                                                  | Señora Espejo                  | زنده‌باد زاپاتا!              |
| دهمین مراسم گلدن گلوب     | گلوریا گراهام                                                 | Rosemary Bartlow               | بد و زیبا                    |
| یازدهمین مراسم گلدن گلوب  | گریس کلی \| style="background:#B0C4DE;" \|Linda Nordley       | موگامبو                        |                              |
| دوازدهمین مراسم گلدن گلوب | جن استرلینگ \| style="background:#B0C4DE;" \|Sally McKee      | متکبرها                        |                              |
| سیزدهمین مراسم گلدن گلوب  | ماریسا پاوان \| style="background:#B0C4DE;" \|Rosa Delle Rose | خال گل سرخ                     |                              |
| چهاردهمین مراسم گلدن گلوب | آیلین هکارت                                                   | Hortense Daigle                | بدذات                        |
| چهاردهمین مراسم گلدن گلوب | میلدرد دانوک                                                  | Aunt Rose Comfort              | بیبی دال                     |
| چهاردهمین مراسم گلدن گلوب | مارجوری ماین                                                  | The Widow Hudspeth             | ترغیب دوستانه                |
| چهاردهمین مراسم گلدن گلوب | دوروتی مالون                                                  | Marylee Hadley                 | بربادنوشته                   |
| چهاردهمین مراسم گلدن گلوب | پتی مک‌کورمک                                                   | Rhoda Penmark                  | بدذات                        |
| پانزدهمین مراسم گلدن گلوب | السا لنچستر                                                   | Miss Plimsoll                  | شاهدی برای تعقیب             |
| پانزدهمین مراسم گلدن گلوب | میلدرد دانوک                                                  | Miss Elsie Thornton            | پیتون پلیس                   |
| پانزدهمین مراسم گلدن گلوب | هوپ لانگ                                                      | Selena Cross                   | پیتون پلیس                   |
| پانزدهمین مراسم گلدن گلوب | هیتر سیرز                                                     | Esther Costello                | The Story of Esther Costello |
| پانزدهمین مراسم گلدن گلوب | میوشی اومه‌کی                                                  | Katsumi Kelly                  | سایونارا                     |
| شانزدهمین مراسم گلدن گلوب | هرمایونی جینگولد                                              | Madame Alvarez                 | ژی‌ژی                         |
| شانزدهمین مراسم گلدن گلوب | پگی کاس                                                       | Agnes Gooch                    | عمه میم                      |
| شانزدهمین مراسم گلدن گلوب | وندی هیلر                                                     | Pat Cooper                     | میزهای تک‌نفره                |
| شانزدهمین مراسم گلدن گلوب | مورین استیپلتون                                               | Fay Doyle                      | Lonelyhearts                 |
| شانزدهمین مراسم گلدن گلوب | کارا ویلیامز                                                  | Billy's Mother                 | ستیزه‌جویان                   |
| هفدهمین مراسم گلدن گلوب   | سوزان کنر                                                     | Sarah Jane (age 18)            | تقلید زندگی                  |
| هفدهمین مراسم گلدن گلوب   | ادیث ایوانز                                                   | Rev. Mother Emmanuel (Belgium) | داستان راهبه                 |
| هفدهمین مراسم گلدن گلوب   | Estelle Hemsley                                               | Grandma 'Gram' Martin          | Take a Giant Step            |
| هفدهمین مراسم گلدن گلوب   | جوانیتا مور                                                   | Annie Johnson                  | تقلید زندگی                  |
| هفدهمین مراسم گلدن گلوب   | شلی وینترز                                                    | Petronella Van Daan            | خاطرات آنه فرانک             |

### 1960s
| مراسم                         | هنرپیشه           | شخصیت                    | فیلم                              |
| ----------------------------- | ----------------- | ------------------------ | --------------------------------- |
| هجدهمین مراسم گلدن گلوب       | جنت لی            | Marion Crane             | روانی                             |
| هجدهمین مراسم گلدن گلوب       | اینا بلین         | Natalie Benzinger        | از تراس                           |
| هجدهمین مراسم گلدن گلوب       | شرلی جونز         | Lulu Bains               | المر گنتری                        |
| هجدهمین مراسم گلدن گلوب       | شرلی نایت         | Reenie Flood             | The Dark at the Top of the Stairs |
| هجدهمین مراسم گلدن گلوب       | مری یور           | Clara Dawes              | پسران و عشاق                      |
| نوزدهمین مراسم گلدن گلوب      | ریتا مورنو        | Anita                    | داستان وست ساید                   |
| نوزدهمین مراسم گلدن گلوب      | فی بینتر          | Amelia Tilford           | ساعت بچه‌ها                        |
| نوزدهمین مراسم گلدن گلوب      | جودی گارلند       | Irene Hoffman Wallner    | محاکمه در نورنبرگ                 |
| نوزدهمین مراسم گلدن گلوب      | لوته لنیا         | Contessa                 | بهار رمی خانم استون               |
| نوزدهمین مراسم گلدن گلوب      | پاملا تیفین       | Scarlett Hazeltine       | یک، دو، سه                        |
| بیستمین مراسم گلدن گلوب       | آنجلا لنسبوری     | Mrs. Iselin              | کاندیدای منچوری                   |
| بیستمین مراسم گلدن گلوب       | پتی دوک           | هلن کلر                  | معجزه‌گر                           |
| بیستمین مراسم گلدن گلوب       | هرمایونی جینگولد  | Eulalie Mackechnie Shinn | مرد موسیقی                        |
| بیستمین مراسم گلدن گلوب       | شرلی نایت         | Heavenly Finley          | پرنده شیرین جوانی                 |
| بیستمین مراسم گلدن گلوب       | سوزان کنر         | Martha Freud             | Freud: The Secret Passion         |
| بیستمین مراسم گلدن گلوب       | گابریلا پالوتا    | Rosalba Massimo          | The Pigeon That Took Rome         |
| بیستمین مراسم گلدن گلوب       | مارتا ری          | Lulu                     | Billy Rose's Jumbo                |
| بیستمین مراسم گلدن گلوب       | Kaye Stevens      | Nurse Didi               | کارآموزان                         |
| بیستمین مراسم گلدن گلوب       | جسیکا تندی        | Mrs. Adams               | ماجراهای یک مرد جوان همینگوی      |
| بیستمین مراسم گلدن گلوب       | Tarita Teriipaia  | Maimiti                  | شورش در بونتی                     |
| بیست و یکمین مراسم گلدن گلوب  | مارگارت رادرفورد  | The Duchess of Brighton  | آدم‌های خیلی مهم                   |
| بیست و یکمین مراسم گلدن گلوب  | دایان بیکر        | Emily Stratman           | جایزه                             |
| بیست و یکمین مراسم گلدن گلوب  | جوآن گرینوود      | Lady Bellaston           | تام جونز                          |
| بیست و یکمین مراسم گلدن گلوب  | وندی هیلر         | Anna Berniers            | Toys in the Attic                 |
| بیست و یکمین مراسم گلدن گلوب  | Linda Marsh       | Thomna Sinnikoglou       | آمریکا، آمریکا                    |
| بیست و یکمین مراسم گلدن گلوب  | پاتریشا نیل       | Alma Brown               | هاد                               |
| بیست و یکمین مراسم گلدن گلوب  | لیزلوته پولفر     | Sonya                    | A Global Affair                   |
| بیست و یکمین مراسم گلدن گلوب  | لیلیا اسکالا      | Mother Maria             | زنبق‌های مزرعه                     |
| بیست و دومین مراسم گلدن گلوب  | اگنس مورهد        | Velma Cruther            | هیس… هیس، شارلوت عزیز             |
| بیست و دومین مراسم گلدن گلوب  | الیزابت اشلی      | Monica Winthrop          | تازه‌به‌دوران‌رسیده‌ها                |
| بیست و دومین مراسم گلدن گلوب  | گریسون هال        | Judith Fellowes          | شب ایگوانا                        |
| بیست و دومین مراسم گلدن گلوب  | لیلا کدرووا       | Madame Hortense          | زوربای یونانی                     |
| بیست و دومین مراسم گلدن گلوب  | آن سوترن          | Sue Ellen Gamadge        | بهترین مرد                        |
| بیست و سومین مراسم گلدن گلوب  | روث گوردون        | Mrs. Clover / The Dealer | درون دیزی کلاور                   |
| بیست و سومین مراسم گلدن گلوب  | جون بلوندل        | Lady Fingers             | بچه سینسیناتی                     |
| بیست و سومین مراسم گلدن گلوب  | جویس ردمن         | Emilia                   | اتلو                              |
| بیست و سومین مراسم گلدن گلوب  | تلما ریتر         | Bertha                   | بوئینگ بوئینگ                     |
| بیست و سومین مراسم گلدن گلوب  | پگی وود           | Mother Abbess            | اشک‌ها و لبخندها                   |
| بیست‌وچهارمین مراسم گلدن گلوب  | جاسلین لاگارد     | Queen Malama             | هاوایی                            |
| بیست‌وچهارمین مراسم گلدن گلوب  | سندی دنیس         | Honey                    | چه کسی از ویرجینیا وولف می‌ترسد؟   |
| بیست‌وچهارمین مراسم گلدن گلوب  | ویوین مرچنت       | Lily                     | الفی                              |
| بیست‌وچهارمین مراسم گلدن گلوب  | جرالدین پیج       | Margery Chanticleer      | تو اکنون یک پسر بزرگی             |
| بیست‌وچهارمین مراسم گلدن گلوب  | شلی وینترز        | Ruby                     | الفی                              |
| بیست و پنجمین مراسم گلدن گلوب | کارول چانینگ      | Muzzy Van Hossmere       | میلی کاملاً مدرن                   |
| بیست و پنجمین مراسم گلدن گلوب | کوئنتین دین       | Delores Purdy            | در گرمای شب                       |
| بیست و پنجمین مراسم گلدن گلوب | لیلین گیش         | Mrs. Smith               | کمدین‌ها                           |
| بیست و پنجمین مراسم گلدن گلوب | لی گرانت          | Leslie Colbert           | در گرمای شب                       |
| بیست و پنجمین مراسم گلدن گلوب | پرونلا رانسوم     | Fanny Robin              | دور از اجتماع خشمگین              |
| بیست و پنجمین مراسم گلدن گلوب | بیه ریچاردز       | Mrs. Prentice            | حدس بزن چه‌کسی برای شام می‌آید      |
| بیست و ششمین مراسم گلدن گلوب  | روث گوردون        | Minnie Castevet          | بچه رزماری                        |
| بیست و ششمین مراسم گلدن گلوب  | Barbara Hancock   | Susan the Silent         | Finian's Rainbow                  |
| بیست و ششمین مراسم گلدن گلوب  | ابی لینکلن        | Ivy Moore                | For Love of Ivy                   |
| بیست و ششمین مراسم گلدن گلوب  | سوندرا لوک        | Mick Kelly               | قلب یک شکارچی تنهاست              |
| بیست و ششمین مراسم گلدن گلوب  | Jane Merrow       | آلیس، کنتس وکسین         | شیر در زمستان                     |
| بیست و هفتمین مراسم گلدن گلوب | گلدی هان          | Toni Simmons             | گل کاکتوس                         |
| بیست و هفتمین مراسم گلدن گلوب | Marianne McAndrew | Irene Molloy             | سلام، دالی!                       |
| بیست و هفتمین مراسم گلدن گلوب | سیان فیلیپس       | Ursula Mossbank          | خداحافظ، آقای چپیس                |
| بیست و هفتمین مراسم گلدن گلوب | برندا واکارو      | Shirley                  | کابوی نیمه‌شب                      |
| بیست و هفتمین مراسم گلدن گلوب | سوزانا یورک       | Alice LeBlanc            | مگر آن‌ها اسب‌ها را خلاص نمی‌کنند؟   |

### 1970s
| مراسم                         | هنرپیشه             | شخصیت                    | فیلم                                   |
| ----------------------------- | ------------------- | ------------------------ | -------------------------------------- |
| بیست و هشتمین مراسم گلدن گلوب | کرن بلک             | Rayette Dipesto          | پنج قطعه آسان                          |
| بیست و هشتمین مراسم گلدن گلوب | مورین استیپلتون     | Inez Guerrero            | فرودگاه                                |
| بیست و هشتمین مراسم گلدن گلوب | Tina Chen           | Nyuk Tsin                | The Hawaiians                          |
| بیست و هشتمین مراسم گلدن گلوب | لی گرانت            | Joyce Enders             | The Landlord                           |
| بیست و هشتمین مراسم گلدن گلوب | مراسمی کلرمن        | Margaret O'Houlihan      | مش                                     |
| بیست و نهمین مراسم گلدن گلوب  | آن مارگرت           | Bobbie                   | معرفت جسمانی                           |
| بیست و نهمین مراسم گلدن گلوب  | الن برستین          | Lois Farrow              | آخرین نمایش فیلم                       |
| بیست و نهمین مراسم گلدن گلوب  | کلوریس لیچمن        | Ruth Popper              | آخرین نمایش فیلم                       |
| بیست و نهمین مراسم گلدن گلوب  | دایانا ریگ          | Barbara Drummond         | بیمارستان                              |
| بیست و نهمین مراسم گلدن گلوب  | مورین استیپلتون     | Karen Nash               | Plaza Suite                            |
| سی‌امین مراسم گلدن گلوب        | شلی وینترز          | Belle Rosen              | ماجرای پوزیدون                         |
| سی‌امین مراسم گلدن گلوب        | ماریسا برنسون       | Natalia Landauer         | کاباره                                 |
| سی‌امین مراسم گلدن گلوب        | جینی برلین          | Lila Kolodny             | کودک دل‌شکسته                           |
| سی‌امین مراسم گلدن گلوب        | Helena Kallianiotes | Jackie Burdette          | Kansas City Bomber                     |
| سی‌امین مراسم گلدن گلوب        | جرالدین پیج         | Gertrude                 | Pete 'n' Tillie                        |
| سی و یکمین مراسم گلدن گلوب    | لیندا بلر           | رگان مک‌نیل               | جن‌گیر                                  |
| سی و یکمین مراسم گلدن گلوب    | والنتینا کورتزه     | Severine                 | روز به جای شب                          |
| سی و یکمین مراسم گلدن گلوب    | مدلین کان           | Trixie Delight           | ماه کاغذی                              |
| سی و یکمین مراسم گلدن گلوب    | کیت رید             | Claire                   | A Delicate Balance                     |
| سی و یکمین مراسم گلدن گلوب    | سیلویا سیدنی        | Mrs. Pritchett           | آرزوهای تابستان، رؤیاهای زمستان        |
| سی و دومین مراسم گلدن گلوب    | کرن بلک             | گتسبی بزرگ               | گتسبی بزرگ                             |
| سی و دومین مراسم گلدن گلوب    | بیتریس آرتور        | Vera Charles             | Mame                                   |
| سی و دومین مراسم گلدن گلوب    | جنیفر جونز          | Lisolette Mueller        | آسمانخراش جهنمی                        |
| سی و دومین مراسم گلدن گلوب    | مدلین کان           | Elizabeth                | فرانکنشتاین جوان                       |
| سی و دومین مراسم گلدن گلوب    | داین لد             | آلیس                     | آلیس دیگر اینجا زندگی نمی‌کند           |
| سی و سومین مراسم گلدن گلوب    | برندا واکارو        | Linda Riggs              | Jacqueline Susann's Once Is Not Enough |
| سی و سومین مراسم گلدن گلوب    | رونی بلکلی          | Barbara Jean             | نشویل                                  |
| سی و سومین مراسم گلدن گلوب    | جرالدین چاپلین      | Opal                     | نشویل                                  |
| سی و سومین مراسم گلدن گلوب    | لی گرانت            | Felicia Karpf            | شامپو                                  |
| سی و سومین مراسم گلدن گلوب    | باربارا هریس        | Albuquerque              | نشویل                                  |
| سی و سومین مراسم گلدن گلوب    | لی‌لی تاملین         | Linnea Reese             | نشویل                                  |
| سی و چهارمین مراسم گلدن گلوب  | کاترین راس          | Mira Hauser              | Voyage of the Damned                   |
| سی و چهارمین مراسم گلدن گلوب  | لی گرانت            | Lili Rosen               | Voyage of the Damned                   |
| سی و چهارمین مراسم گلدن گلوب  | مارته کلر           | Elsa Opel                | ماراتن من                              |
| سی و چهارمین مراسم گلدن گلوب  | پایپر لوری          | Margaret White           | کری                                    |
| سی و چهارمین مراسم گلدن گلوب  | برنادت پیترز        | Vilma Kaplan             | فیلم صامت                              |
| سی و چهارمین مراسم گلدن گلوب  | شلی وینترز          | Fay Lapinsky             | ایستگاه بعدی، روستای گرینویچ           |
| سی و پنجمین مراسم گلدن گلوب   | ونسا ردگریو         | Julia                    | جولیا                                  |
| سی و پنجمین مراسم گلدن گلوب   | آن مارگرت           | Lady Booby               | Joseph Andrews                         |
| سی و پنجمین مراسم گلدن گلوب   | جون بلوندل          | Sarah Goode              | شب افتتاح                              |
| سی و پنجمین مراسم گلدن گلوب   | لسلی براون          | Emilia Rodgers           | نقطه عطف                               |
| سی و پنجمین مراسم گلدن گلوب   | کویین کامینگز       | Lucy McFadden            | دختر خداحافظی                          |
| سی و پنجمین مراسم گلدن گلوب   | لیلیا اسکالا        | Rosa                     | روزلند                                 |
| سی و ششمین مراسم گلدن گلوب    | داین کنون           | Julia Farnsworth         | بهشت می‌تواند صبر کند                   |
| سی و ششمین مراسم گلدن گلوب    | کارول برنت          | Tulip Brenner            | یک عروسی                               |
| سی و ششمین مراسم گلدن گلوب    | مورین استیپلتون     | Pearl                    | صحنه‌های داخلی                          |
| سی و ششمین مراسم گلدن گلوب    | مریل استریپ         | Linda                    | شکارچی گوزن                            |
| سی و ششمین مراسم گلدن گلوب    | مونا واشبورن        | Aunt                     | Stevie                                 |
| سی و هفتمین مراسم گلدن گلوب   | مریل استریپ         | Joanna Kramer            | کریمر علیه کریمر                       |
| سی و هفتمین مراسم گلدن گلوب   | جین الکساندر        | Margaret Phelps          | کریمر علیه کریمر                       |
| سی و هفتمین مراسم گلدن گلوب   | کتلین بلر           | Elizabeth (Buffy) Koenig | Promises in the Dark                   |
| سی و هفتمین مراسم گلدن گلوب   | کندیس برگن          | Jessica Potter           | شروع دوباره                            |
| سی و هفتمین مراسم گلدن گلوب   | ولری هارپر          | Faye Medwick             | Chapter Two                            |

### 1980s
| مراسم                         | هنرپیشه                  | شخصیت                                | فیلم                                              |
| ----------------------------- | ------------------------ | ------------------------------------ | ------------------------------------------------- |
| سی و هشتمین مراسم گلدن گلوب   | مری استینبورگن           | Lynda Dummar                         | ملوین و هاوارد                                    |
| سی و هشتمین مراسم گلدن گلوب   | لوسی آرناز               | Molly Bell                           | خواننده جاز                                       |
| سی و هشتمین مراسم گلدن گلوب   | بورلی دی آنجلو           | پتسی کلاین                           | دختر معدنچی زغال‌سنگ                               |
| سی و هشتمین مراسم گلدن گلوب   | کتی موریارتی             | Vicki LaMotta                        | گاو خشمگین                                        |
| سی و هشتمین مراسم گلدن گلوب   | دبرا وینگر               | Sissy Davis                          | گاوچران شهری                                      |
| سی و نهمین مراسم گلدن گلوب    | جوآن هکت                 | Toby Landau                          | تنها وقتی می‌خندم                                  |
| سی و نهمین مراسم گلدن گلوب    | جین فوندا                | Chelsea Thayer Wayne                 | روی گلدن پاند                                     |
| سی و نهمین مراسم گلدن گلوب    | کریستی مک‌نیکول           | Polly Hines                          | تنها وقتی می‌خندم                                  |
| سی و نهمین مراسم گلدن گلوب    | مورین استیپلتون          | اما گلدمن                            | سرخ‌ها                                             |
| سی و نهمین مراسم گلدن گلوب    | مری استینبورگن           | Mother                               | رگتایم                                            |
| چهلمین مراسم گلدن گلوب        | جسیکا لنگ                | Julie Nichols                        | توتسی                                             |
| چهلمین مراسم گلدن گلوب        | شر                       | Sissy                                | Come Back to the 5 & Dime, Jimmy Dean, Jimmy Dean |
| چهلمین مراسم گلدن گلوب        | لینی کازان               | Belle Carroca                        | مراسم محبوب من                                    |
| چهلمین مراسم گلدن گلوب        | کیم استنلی               | Lillian Farmer                       | فرانسیس                                           |
| چهلمین مراسم گلدن گلوب        | لزلی ان وارن             | Norma Cassady                        | ویکتور ویکتوریا                                   |
| چهل و یکمین مراسم گلدن گلوب   | شر                       | Dolly Pelliker                       | سیلک‌وود                                           |
| چهل و یکمین مراسم گلدن گلوب   | باربارا کاررا            | Fatima Blush                         | دیگر هرگز نگو هرگز                                |
| چهل و یکمین مراسم گلدن گلوب   | تس هارپر                 | Rosa Lee                             | بخشش‌های محبت‌آمیز                                  |
| چهل و یکمین مراسم گلدن گلوب   | لیندا هانت               | Billy Kwan                           | مراسم زندگی خطرناک                                |
| چهل و یکمین مراسم گلدن گلوب   | یوآنا پاتسوا             | Irina Asanova                        | پارک گورکی                                        |
| چهل و دومین مراسم گلدن گلوب   | پگی اشکرافت              | Mrs. Moore                           | گذرگاهی به هند                                    |
| چهل و دومین مراسم گلدن گلوب   | درو بریمور               | Casey Brodsky                        | تفاوت‌های غیرقابل مقایسه                           |
| چهل و دومین مراسم گلدن گلوب   | کیم بیسینگر              | Memo Paris                           | استعداد ذاتی                                      |
| چهل و دومین مراسم گلدن گلوب   | جکلین بیسیت              | Yvonne Firmin                        | زیر آتشفشان                                       |
| چهل و دومین مراسم گلدن گلوب   | ملانی گریفیث             | Holly Body                           | Body Double                                       |
| چهل و دومین مراسم گلدن گلوب   | کریستین لاتی             | Hazel                                | Swing Shift                                       |
| چهل و دومین مراسم گلدن گلوب   | لزلی ان وارن             | Gilda                                | ترانه‌سرا                                          |
| چهل و سومین مراسم گلدن گلوب   | مگ تیلی                  | Sister Agnes                         | اگنس خدا                                          |
| چهل و سومین مراسم گلدن گلوب   | سونیا براگا              | Leni Lamaison / Marta / Spider Woman | بوسه زن عنکبوتی                                   |
| چهل و سومین مراسم گلدن گلوب   | آنجلیکا هیوستون          | Maerose Prizzi                       | شرف خانواده پریتزی                                |
| چهل و سومین مراسم گلدن گلوب   | ایمی مدیگان              | Sunny                                | دو بار در یک عمر                                  |
| چهل و سومین مراسم گلدن گلوب   | کلی مک‌گیلس               | Rachel Lapp                          | شاهد                                              |
| چهل و سومین مراسم گلدن گلوب   | اپرا وینفری              | Sofia Johnson                        | رنگ ارغوانی                                       |
| چهل و چهارمین مراسم گلدن گلوب | مگی اسمیت                | Charlotte Bartlett                   | اتاقی با یک چشم‌انداز                              |
| چهل و چهارمین مراسم گلدن گلوب | لیندا کازلاوسکی          | Sue Charlton                         | داندی کروکودیل                                    |
| چهل و چهارمین مراسم گلدن گلوب | مری الیزابت ماسترانتونیو | Carmen                               | رنگ پول                                           |
| چهل و چهارمین مراسم گلدن گلوب | کتی تایسن                | Simone                               | مونا لیزا                                         |
| چهل و چهارمین مراسم گلدن گلوب | دایان ویست               | Holly                                | هانا و خواهرانش                                   |
| چهل و پنجمین مراسم گلدن گلوب  | المپیا دوکاکیس           | Rose Castorini                       | ماه‌زده                                            |
| چهل و پنجمین مراسم گلدن گلوب  | نورما آلیاندرو           | Florencia                            | Gaby: A True Story                                |
| چهل و پنجمین مراسم گلدن گلوب  | آن آرچر                  | Beth Gallagher                       | جذابیت مرگبار                                     |
| چهل و پنجمین مراسم گلدن گلوب  | ان رمزی                  | Mrs. Lift                            | مامانو از قطار بنداز پایین                        |
| چهل و پنجمین مراسم گلدن گلوب  | ونسا ردگریو              | Peggy Ramsay                         | Prick Up Your Ears                                |
| چهل و ششمین مراسم گلدن گلوب   | سیگورنی ویور             | Katharine Parker                     | دختر شاغل                                         |
| چهل و ششمین مراسم گلدن گلوب   | سونیا براگا              | Madonna Mendez                       | Moon Over Parador                                 |
| چهل و ششمین مراسم گلدن گلوب   | باربارا هرشی             | مریم مجدلیه                          | آخرین وسوسه مسیح                                  |
| چهل و ششمین مراسم گلدن گلوب   | لنا اولین                | Sabina                               | سبکی تحمل‌ناپذیر هستی                              |
| چهل و ششمین مراسم گلدن گلوب   | دایان ونورا              | Chan Parker                          | پرنده                                             |
| چهل و هفتمین مراسم گلدن گلوب  | جولیا رابرتس             | Shelby Eatenton Latcherie            | ماگنولیاهای فولادی                                |
| چهل و هفتمین مراسم گلدن گلوب  | بریجیت فوندا             | Mandy Rice-Davies                    | Scandal                                           |
| چهل و هفتمین مراسم گلدن گلوب  | برندا فریکر              | Mrs. Brown                           | پای چپ من                                         |
| چهل و هفتمین مراسم گلدن گلوب  | لورا سن جاکومو           | Cynthia Bishop                       | سکس، دروغ و نوار ویدئویی                          |
| چهل و هفتمین مراسم گلدن گلوب  | دایان ویست               | Helen Buckman                        | پدر و مادری                                       |

### 1990s
| مراسم                           | هنرپیشه           | شخصیت                   | فیلم                        |
| ------------------------------- | ----------------- | ----------------------- | --------------------------- |
| چهل و هشتمین مراسم گلدن گلوب    | ووپی گلدبرگ       | Oda Mae Brown           | روح                         |
| چهل و هشتمین مراسم گلدن گلوب    | لورین براکو       | Karen Hill              | رفقای خوب                   |
| چهل و هشتمین مراسم گلدن گلوب    | داین لد           | Marietta Fortune        | از ته دل وحشی               |
| چهل و هشتمین مراسم گلدن گلوب    | شرلی مک‌لین        | Doris Mann              | کارت‌پستال‌هایی از لبه پرتگاه |
| چهل و هشتمین مراسم گلدن گلوب    | مری مکدانل        | Stands With a Fist      | رقصنده با گرگ‌ها             |
| چهل و هشتمین مراسم گلدن گلوب    | وینونا رایدر      | Charlotte Flax          | پری‌های دریایی               |
| چهل و نهمین مراسم گلدن گلوب     | مرسدس روئل        | Anne Napolitano         | شاه ماهیگیر                 |
| چهل و نهمین مراسم گلدن گلوب     | نیکول کیدمن       | Drew Preston            | بیلی باتگیت                 |
| چهل و نهمین مراسم گلدن گلوب     | داین لد           | Mother                  | رز پریشان                   |
| چهل و نهمین مراسم گلدن گلوب     | جولیت لوئیس       | Danielle Bowden         | تنگه وحشت                   |
| چهل و نهمین مراسم گلدن گلوب     | جسیکا تندی        | Ninny Threadgoode       | گوجه‌فرنگی‌های سبز سرخ‌شده     |
| پنجاهمین مراسم گلدن گلوب        | جوآن پلورایت      | Mrs. Fisher             | آوریل افسون‌شده              |
| پنجاهمین مراسم گلدن گلوب        | جرالدین چاپلین    | Hannah Chaplin          | چاپلین                      |
| پنجاهمین مراسم گلدن گلوب        | جودی دیویس        | Sally                   | زن و شوهرها                 |
| پنجاهمین مراسم گلدن گلوب        | میراندا ریچاردسون | Ingrid Fleming          | آسیب                        |
| پنجاهمین مراسم گلدن گلوب        | الفری وودارد      | Chantelle               | پشن فیش                     |
| پنجاه و یکمین مراسم گلدن گلوب   | وینونا رایدر      | May Welland             | عصر معصومیت                 |
| پنجاه و یکمین مراسم گلدن گلوب   | پنلوپه آن میلر    | Gail                    | راه کارلیتو                 |
| پنجاه و یکمین مراسم گلدن گلوب   | آنا پاکوین        | Flora McGrath           | پیانو                       |
| پنجاه و یکمین مراسم گلدن گلوب   | رزی پرز           | Carla Rodrigo           | بی‌باک                       |
| پنجاه و یکمین مراسم گلدن گلوب   | اما تامپسون       | Gareth Peirce           | به نام پدر                  |
| پنجاه و دومین مراسم گلدن گلوب   | دایان ویست        | Helen Sinclair          | گلوله‌ها بر فراز برادوی      |
| پنجاه و دومین مراسم گلدن گلوب   | کیریستن دانست     | Claudia                 | مصاحبه با خون‌آشام           |
| پنجاه و دومین مراسم گلدن گلوب   | سوفیا لورن        | Isabella de la Fontaine | آماده پوشیدن                |
| پنجاه و دومین مراسم گلدن گلوب   | اوما تورمن        | Mia Wallace             | داستان عامه‌پسند             |
| پنجاه و دومین مراسم گلدن گلوب   | رابین رایت        | Jenny Curran            | فارست گامپ                  |
| پنجاه و سومین مراسم گلدن گلوب   | میرا سوروینو      | Linda Ash               | آفرودیت توانا               |
| پنجاه و سومین مراسم گلدن گلوب   | آنجلیکا هیوستون   | Mary                    | نگهبان گذرگاه               |
| پنجاه و سومین مراسم گلدن گلوب   | کاتلین کویینلان   | Marilyn Lovell          | آپولو ۱۳                    |
| پنجاه و سومین مراسم گلدن گلوب   | کیرا سجویک        | Emma Rae King           | چیزی برای گفتن              |
| پنجاه و سومین مراسم گلدن گلوب   | کیت وینسلت        | Marianne Dashwood       | عقل و احساس                 |
| پنجاه و چهارمین مراسم گلدن گلوب | لورن باکال        | Hannah Morgan           | آینه دو چهره دارد           |
| پنجاه و چهارمین مراسم گلدن گلوب | جوآن آلن          | Elizabeth Proctor       | بوته آزمایش                 |
| پنجاه و چهارمین مراسم گلدن گلوب | ژولیت بینوش       | Hana                    | بیمار انگلیسی               |
| پنجاه و چهارمین مراسم گلدن گلوب | باربارا هرشی      | Madame Serena Merle     | پرتره یک بانو               |
| پنجاه و چهارمین مراسم گلدن گلوب | ماریان ژان-بتیست  | Hortense Cumberbatch    | رازها و دروغ‌ها              |
| پنجاه و چهارمین مراسم گلدن گلوب | ماریون روس        | Rosie Dunlop            | ستاره شب                    |
| پنجاه و پنجمین مراسم گلدن گلوب  | کیم بیسینگر       | Lynn Bracken            | محرمانه لس آنجلس            |
| پنجاه و پنجمین مراسم گلدن گلوب  | جون کیوسک         | Emily Montgomery        | درون و بیرون                |
| پنجاه و پنجمین مراسم گلدن گلوب  | جولیان مور        | Amber Waves             | شب‌های عیاشی                 |
| پنجاه و پنجمین مراسم گلدن گلوب  | گلوریا استوارت    | Rose Calvert            | تایتانیک                    |
| پنجاه و پنجمین مراسم گلدن گلوب  | سیگورنی ویور      | Janey Carver            | طوفان یخ                    |
| پنجاه و ششمین مراسم گلدن گلوب   | لین ردگریو        | Hanna                   | خدایان و هیولاها            |
| پنجاه و ششمین مراسم گلدن گلوب   | کتی بیتس          | Libby Holden            | رنگ‌های اصلی                 |
| پنجاه و ششمین مراسم گلدن گلوب   | برندا بلتین       | Mari Hoff               | لیتل ویس                    |
| پنجاه و ششمین مراسم گلدن گلوب   | جودی دنچ          | الیزابت یکم انگلستان    | شکسپیر عاشق                 |
| پنجاه و ششمین مراسم گلدن گلوب   | شارون استون       | Gwen Dillon             | The Mighty                  |
| پنجاه و هفتمین مراسم گلدن گلوب  | آنجلینا جولی      | Lisa Rowe               | دختر، ازهم‌گسیخته            |
| پنجاه و هفتمین مراسم گلدن گلوب  | کامرون دیاز       | Lotte Schwartz          | جان مالکوویچ بودن           |
| پنجاه و هفتمین مراسم گلدن گلوب  | کاترین کینر       | Maxine Lund             | جان مالکوویچ بودن           |
| پنجاه و هفتمین مراسم گلدن گلوب  | سامانتا مورتون    | Hattie                  | رذل و دوست‌داشتنی            |
| پنجاه و هفتمین مراسم گلدن گلوب  | ناتالی پورتمن     | Ann August              | هر جا جز این‌جا              |
| پنجاه و هفتمین مراسم گلدن گلوب  | کلویی سونی        | Lana Tisdel             | پسرها گریه نمی‌کنند          |

### 2000s
| مراسم                          | هنرپیشه          | شخصیت                    | فیلم                     |
| ------------------------------ | ---------------- | ------------------------ | ------------------------ |
| پنجاه و هشتمین مراسم گلدن گلوب | کیت هادسن        | Penny Lane               | تقریباً مشهور             |
| پنجاه و هشتمین مراسم گلدن گلوب | جودی دنچ         | Armande Voizin           | شکلات                    |
| پنجاه و هشتمین مراسم گلدن گلوب | فرانسیس مک‌دورمند | Elaine Miller            | تقریباً مشهور             |
| پنجاه و هشتمین مراسم گلدن گلوب | جولی والترز      | Sandra Wilkinson         | بیلی الیوت               |
| پنجاه و هشتمین مراسم گلدن گلوب | کاترین زیتا جونز | Helena Ayala             | قاچاق                    |
| پنجاه و نهمین مراسم گلدن گلوب  | جنیفر کانلی      | Alicia Nash              | ذهن زیبا                 |
| پنجاه و نهمین مراسم گلدن گلوب  | کامرون دیاز      | Julie Gianni             | آسمان وانیلی             |
| پنجاه و نهمین مراسم گلدن گلوب  | هلن میرن         | Mrs. Wilson              | گاسفورد پارک             |
| پنجاه و نهمین مراسم گلدن گلوب  | مگی اسمیت        | Constance Trentham       | گاسفورد پارک             |
| پنجاه و نهمین مراسم گلدن گلوب  | مریسا تومی       | Natalie Strout           | در اتاق خواب             |
| پنجاه و نهمین مراسم گلدن گلوب  | کیت وینسلت       | آیریس مرداک              | آیریس                    |
| شصتمین مراسم گلدن گلوب         | مریل استریپ      | سوزان اورلئان            | اقتباس                   |
| شصتمین مراسم گلدن گلوب         | کتی بیتس         | Roberta Hertzel          | درباره اشمیت             |
| شصتمین مراسم گلدن گلوب         | کامرون دیاز      | Jenny Everdeane          | دارودسته‌های نیویورکی     |
| شصتمین مراسم گلدن گلوب         | کویین لطیفه      | Matron "Mama" Morton     | شیکاگو                   |
| شصتمین مراسم گلدن گلوب         | سوزان ساراندون   | Mimi Slocumb             | ایگبی به پایین می‌رود     |
| شصت و یکمین مراسم گلدن گلوب    | رنی زلوگر        | Ruby Thewes              | کوهستان سرد              |
| شصت و یکمین مراسم گلدن گلوب    | ماریا بلو        | Natalie Belisario        | خنک‌کننده                 |
| شصت و یکمین مراسم گلدن گلوب    | پاتریشا کلارکسون | Joy Burns                | تکه‌های آوریل             |
| شصت و یکمین مراسم گلدن گلوب    | هوپ دیویس        | Joyce Brabner            | American Splendor        |
| شصت و یکمین مراسم گلدن گلوب    | هالی هانتر       | Melanie Freeland         | سیزده                    |
| شصت و دومین مراسم گلدن گلوب    | ناتالی پورتمن    | Alice Ayres / Jane Jones | نزدیک‌تر                  |
| شصت و دومین مراسم گلدن گلوب    | کیت بلانشت       | کاترین هپبورن            | هوانورد                  |
| شصت و دومین مراسم گلدن گلوب    | لورا لینی        | Clara McMillen           | کینزی                    |
| شصت و دومین مراسم گلدن گلوب    | ویرجینیا مادسن   | Maya Randall             | راه‌های فرعی              |
| شصت و دومین مراسم گلدن گلوب    | مریل استریپ      | Eleanor Shaw             | کاندیدای منچوری          |
| شصت و سومین مراسم گلدن گلوب    | ریچل وایس        | Tessa Quayle             | باغبان وفادار            |
| شصت و سومین مراسم گلدن گلوب    | اسکارلت جوهانسون | Nola Rice                | امتیاز نهایی             |
| شصت و سومین مراسم گلدن گلوب    | شرلی مک‌لین       | Ella Hirsch              | در موقعیت او             |
| شصت و سومین مراسم گلدن گلوب    | فرانسیس مک‌دورمند | Glory Dodge              | سرزمین شمالی             |
| شصت و سومین مراسم گلدن گلوب    | میشل ویلیامز     | Alma Beers Del Mar       | کوهستان بروکبک           |
| شصت و چهارمین مراسم گلدن گلوب  | جنیفر هادسن      | Effie White              | دختران رؤیایی            |
| شصت و چهارمین مراسم گلدن گلوب  | آدریانا بارازا   | Amelia Hernandez         | بابل                     |
| شصت و چهارمین مراسم گلدن گلوب  | کیت بلانشت       | Sheba Hart               | یادداشت‌هایی بر یک رسوایی |
| شصت و چهارمین مراسم گلدن گلوب  | امیلی بلانت      | Emily Charlton           | شیطان پرادا می‌پوشد       |
| شصت و چهارمین مراسم گلدن گلوب  | رینکو کیکوچی     | Chieko Wataya            | بابل                     |
| شصت و پنجمین مراسم گلدن گلوب   | کیت بلانشت       | Jude Quinn               | من آنجا نیستم            |
| شصت و پنجمین مراسم گلدن گلوب   | جولیا رابرتس     | Joanne Herring           | جنگ چارلی ویلسون         |
| شصت و پنجمین مراسم گلدن گلوب   | سورشا رونان      | Briony Tallis            | تاوان                    |
| شصت و پنجمین مراسم گلدن گلوب   | ایمی رایان       | Helene McCready          | رفته عزیزم رفته          |
| شصت و پنجمین مراسم گلدن گلوب   | تیلدا سوینتن     | Karen Crowder            | مایکل کلیتون             |
| شصت و ششمین مراسم گلدن گلوب    | کیت وینسلت       | Hanna Schmitz            | کتاب‌خوان                 |
| شصت و ششمین مراسم گلدن گلوب    | ایمی آدامز       | Sister James             | تردید                    |
| شصت و ششمین مراسم گلدن گلوب    | پنه‌لوپه کروز     | María Elena              | ویکی کریستینا بارسلونا   |
| شصت و ششمین مراسم گلدن گلوب    | وایولا دیویس     | Mrs. Miller              | تردید                    |
| شصت و ششمین مراسم گلدن گلوب    | مریسا تومی       | Cassidy / Pam            | کشتی‌گیر                  |
| شصت و هفتمین مراسم گلدن گلوب   | مونیک            | Mary Lee Johnston        | گرانبها                  |
| شصت و هفتمین مراسم گلدن گلوب   | پنه‌لوپه کروز     | Carla Albanese           | نه                       |
| شصت و هفتمین مراسم گلدن گلوب   | ورا فارمیگا      | Alex Goran               | بالا در آسمان            |
| شصت و هفتمین مراسم گلدن گلوب   | آنا کندریک       | Natalie Keener           | بالا در آسمان            |
| شصت و هفتمین مراسم گلدن گلوب   | جولیان مور       | Charley Miller           | یک مرد مجرد              |

### 2010s
| مراسم                           | هنرپیشه           | شخصیت                    | فیلم                             |
| ------------------------------- | ----------------- | ------------------------ | -------------------------------- |
| شصت و هشتمین مراسم گلدن گلوب    | ملیسا لیو         | Alice Eklund-Ward        | مشت‌زن                            |
| شصت و هشتمین مراسم گلدن گلوب    | ایمی آدامز        | Charlene Fleming         | مشت‌زن                            |
| شصت و هشتمین مراسم گلدن گلوب    | هلنا بونهام کارتر | الیزابت، شهبانوی مادر    | سخنرانی پادشاه                   |
| شصت و هشتمین مراسم گلدن گلوب    | میلا کونیس        | Lily / The Black Swan    | قوی سیاه                         |
| شصت و هشتمین مراسم گلدن گلوب    | جکی ویور          | Janine "Smurf" Cody      | قلمرو حیوانات                    |
| شصت و نهمین مراسم گلدن گلوب     | اکتاویا اسپنسر    | Minny Jackson            | خدمتکاران                        |
| شصت و نهمین مراسم گلدن گلوب     | برنیس بژو         | Peppy Miller             | آرتیست                           |
| شصت و نهمین مراسم گلدن گلوب     | جسیکا چستین       | Celia Foote              | خدمتکاران                        |
| شصت و نهمین مراسم گلدن گلوب     | جانت مک‌تیر        | Hubert Page              | آلبرت نابز                       |
| شصت و نهمین مراسم گلدن گلوب     | شیلین وودلی       | Alexandra King           | زادگان                           |
| هفتادمین مراسم گلدن گلوب        | ان هتوی           | Fantine                  | بینوایان                         |
| هفتادمین مراسم گلدن گلوب        | ایمی آدامز        | Peggy Dodd               | استاد                            |
| هفتادمین مراسم گلدن گلوب        | مراسمی فیلد       | مری تاد لینکلن           | لینکلن                           |
| هفتادمین مراسم گلدن گلوب        | هلن هانت          | Cheryl Cohen-Greene      | جلسه‌ها                           |
| هفتادمین مراسم گلدن گلوب        | نیکول کیدمن       | Charlotte Bless          | پسر روزنامه فروش                 |
| هفتاد و یکمین مراسم گلدن گلوب   | جنیفر لارنس       | Rosalyn Rosenfeld        | حقه‌بازی آمریکایی                 |
| هفتاد و یکمین مراسم گلدن گلوب   | مراسمی هاوکینز    | Ginger                   | یاسمن پژمرده                     |
| هفتاد و یکمین مراسم گلدن گلوب   | لوپیتا نیونگو     | Patsey                   | ۱۲ مراسم بردگی                   |
| هفتاد و یکمین مراسم گلدن گلوب   | جولیا رابرتس      | Barbara Weston-Fordham   | اوسیج کانتی                      |
| هفتاد و یکمین مراسم گلدن گلوب   | جون اسکویب        | Kate Grant               | نبراسکا                          |
| هفتاد و دومین مراسم گلدن گلوب   | پاتریشا آرکت      | Olivia Evans             | پسرانگی                          |
| هفتاد و دومین مراسم گلدن گلوب   | جسیکا چستین       | Anna Morales             | یک مراسم بسیار خشن               |
| هفتاد و دومین مراسم گلدن گلوب   | کیرا نایتلی       | جون کلارک                | بازی تقلید                       |
| هفتاد و دومین مراسم گلدن گلوب   | اما استون         | Sam Thomson              | بردمن                            |
| هفتاد و دومین مراسم گلدن گلوب   | مریل استریپ       | The Witch                | به‌سوی جنگل                       |
| هفتاد و سومین مراسم گلدن گلوب   | کیت وینسلت        | جوانا هافمن              | استیو جابز                       |
| هفتاد و سومین مراسم گلدن گلوب   | جین فوندا         | Brenda Morel             | جوانی                            |
| هفتاد و سومین مراسم گلدن گلوب   | جنیفر جیسن لی     | Daisy Domergue           | هشت نفرت‌انگیز                    |
| هفتاد و سومین مراسم گلدن گلوب   | هلن میرن          | هدا هاپر                 | ترامبو                           |
| هفتاد و سومین مراسم گلدن گلوب   | آلیسیا ویکاندر    | Ava                      | اکس ماکینا                       |
| هفتاد و چهارمین مراسم گلدن گلوب | وایولا دیویس      | Rose Maxson              | حصارها                           |
| هفتاد و چهارمین مراسم گلدن گلوب | نائومی هریس       | Paula Harris             | مهتاب                            |
| هفتاد و چهارمین مراسم گلدن گلوب | نیکول کیدمن       | Sue Brierley             | شیر                              |
| هفتاد و چهارمین مراسم گلدن گلوب | اکتاویا اسپنسر    | Dorothy Vaughan          | ارقام پنهان                      |
| هفتاد و چهارمین مراسم گلدن گلوب | میشل ویلیامز      | Randi Chandler           | منچستر بای د سی                  |
| هفتاد و پنجمین مراسم گلدن گلوب  | الیسون جنی        | LaVona Golden            | من تونیا هستم                    |
| هفتاد و پنجمین مراسم گلدن گلوب  | مری جی. بلایژ     | Florence Jackson         | گل‌گرفته                          |
| هفتاد و پنجمین مراسم گلدن گلوب  | هانگ چائو         | Ngoc Lan Tran            | کوچک‌سازی                         |
| هفتاد و پنجمین مراسم گلدن گلوب  | لاری میت کالف     | Marion McPherson         | لیدی برد                         |
| هفتاد و پنجمین مراسم گلدن گلوب  | اکتاویا اسپنسر    | Zelda Delilah Fuller     | شکل آب                           |
| هفتاد و ششمین مراسم گلدن گلوب   | رجینا کینگ        | Sharon Rivers            | اگر خیابان بیل می‌توانست حرف بزند |
| هفتاد و ششمین مراسم گلدن گلوب   | ایمی آدامز        | لین چینی                 | معاون                            |
| هفتاد و ششمین مراسم گلدن گلوب   | کلر فوی           | نیل آرمسترانگ            | نخستین انسان                     |
| هفتاد و ششمین مراسم گلدن گلوب   | اما استون         | Abigail Masham           | سوگلی                            |
| هفتاد و ششمین مراسم گلدن گلوب   | ریچل وایس         | سارا چرچیل، دوشس مارلبرو | سوگلی                            |
| هفتاد و هفتمین مراسم گلدن گلوب  | لورا درن          | Nora Fanshaw             | داستان ازدواج                    |
| هفتاد و هفتمین مراسم گلدن گلوب  | کتی بیتس          | Barbara "Bobi" Jewell    | ریچارد جول                       |
| هفتاد و هفتمین مراسم گلدن گلوب  | آنت بنینگ         | داین فاینستاین           | گزارش                            |
| هفتاد و هفتمین مراسم گلدن گلوب  | جنیفر لوپز        | Ramona Vega              | شیادان                           |
| هفتاد و هفتمین مراسم گلدن گلوب  | مارگو رابی        | Kayla Pospisil           | بامب‌شل                           |

### دهه ۲۰۲۰
| سال                            | بازیگر              | شخصیت                     | فیلم                        |
| ------------------------------ | ------------------- | ------------------------- | --------------------------- |
| هفتاد و هشتمین مراسم گلدن گلوب | جودی فاستر          | Nancy Hollander           | موریتانیایی                 |
| هفتاد و هشتمین مراسم گلدن گلوب | گلن کلوز            | Bonnie "Mamaw" Vance      | مرثیه هیلبیلی (فیلم)        |
| هفتاد و هشتمین مراسم گلدن گلوب | الیویا کلمن         | Anne                      | پدر (فیلم ۲۰۲۰)             |
| هفتاد و هشتمین مراسم گلدن گلوب | آماندا سایفرد       | ماریون دیویس              | منک                         |
| هفتاد و هشتمین مراسم گلدن گلوب | Helena Zengel       | Johanna Leonberger        | اخبار جهان (فیلم)           |
| هفتاد و نهمین مراسم گلدن گلوب  | آریانا دبوز         | Anita                     | داستان وست ساید (فیلم ۲۰۲۱) |
| هفتاد و نهمین مراسم گلدن گلوب  | کترینا بلف          | Ma                        | بلفاست (فیلم)               |
| هفتاد و نهمین مراسم گلدن گلوب  | کیرستن دانست        | Rose Burbank              | قدرت سگ (فیلم ۲۰۲۱)         |
| هفتاد و نهمین مراسم گلدن گلوب  | آنجانو الیس         | اوراسن پرایس              | شاه ریچارد (فیلم)           |
| هفتاد و نهمین مراسم گلدن گلوب  | روث نگا             | Clare Bellew              | گذر (فیلم)                  |
| هشتادمین مراسم گلدن گلوب       | آنجلا باست          | Queen Ramonda             | پلنگ سیاه: واکاندا تا ابد   |
| هشتادمین مراسم گلدن گلوب       | جیمی لی کرتیس       | Deirdre Beaubeirdre       | همه‌چیز همه‌جا به یکباره      |
| هشتادمین مراسم گلدن گلوب       | کری کندن            | Siobhán Súilleabháin      | بنشی‌های اینیشرین            |
| هشتادمین مراسم گلدن گلوب       | Dolly de Leon       | Abigail                   | مثلث غم                     |
| هشتادمین مراسم گلدن گلوب       | کری مولیگان         | مگان توهی                 | آن زن گفت (فیلم)            |
| هشتاد و یکمین مراسم گلدن گلوب  |                     |                           |                             |
| دیوین جوی رندالف               | Mary Lamb           | جاماندگان                 |                             |
| امیلی بلانت                    | کاترین اوپنهایمر    | اوپنهایمر (فیلم)          |                             |
| دانیل بروکس                    | Sofia Johnson       | رنگ ارغوانی (فیلم ۲۰۲۳)   |                             |
| جودی فاستر                     | Bonnie Stoll        | نیاد (فیلم)               |                             |
| جولین مور                      | Gracie Atherton-Yoo | می دسامبر                 |                             |
| رزمند پایک                     | Lady Elspeth Catton | سالتبرن (فیلم)            |                             |
| ۲۰۲۴                           | زوئی سالدانا        | Rita Mora Castro          | امیلیا پرز                  |
| ۲۰۲۴                           | سلنا گومز           | Jessica "Jessi" del Monte | امیلیا پرز                  |
| ۲۰۲۴                           | آریانا گرانده       | Galinda Upland            | شرور                        |
| ۲۰۲۴                           | فلیسیتی جونز        | Erzsébet Tóth             | بروتالیست                   |
| ۲۰۲۴                           | مارگارت کوالی       | Sue                       | ماده                        |
| ۲۰۲۴                           | ایزابلا روسلینی     | Sister Agnes              | مجمع کاردینال‌ها             |